# Rain Down (canción de Delirious?)
«Rain Down» es el tercer sencillo del quinto álbum, World Service, de la banda de rock Delirious?. Este, fue puesto a disposición en diciembre de 2003 desde su página oficial, y lanzado comercialmente el 3 de noviembre de 2004 para Alemania, donde ocupó la posición #2 en la SWR, la estación radial más importante de ese país. En los Estados Unidos ocupó el puesto #18 en el Top 50 anual del registro "PDAdvisor CHR", y el #22 en el listado "AC". En el Reino Unido fue uno de los  más vendidos y de mayor difusión en la estación radial Cross Rhythms, que lo colocó en el puesto #7 de las mejores canciones de 2004.

## Lista de canciones
1. «Rain Down» (Audiostar remix)
2. «Rain Down» (Álbum versión)

## Posicionamiento
| Listas (2005) | Posición |
| ------------- | -------- |
| SWR           | 2        |
| Cross Rhythms | 7        |
| US (CCM)      | 18       |